# Phyllanthus bohndorffi
Phyllanthus bohndorffi, "gråhättad kapuschongskriktrast", är en fågelart i familjen fnittertrastar inom ordningen tättingar.

## Utbredning och systematik
Fågeln förekommer från i södra Centralafrikanska Republiken, nordöstra Demokratiska republiken Kongo och västra Uganda. Den betraktas oftast som underart till kapuschongskriktrast (Phyllanthus atripennis), men urskiljs sedan 2016 som egen art av Birdlife International och IUCN.

## Status
Fågeln kategoriseras av IUCN som livskraftig.